# Tågvecklare
Tågvecklare (Bactra lancealana) är en fjärilsart som först beskrevs av Jacob Hübner år 1799. Tågvecklare ingår i släktet Bactra, och familjen vecklare. Arten är reproducerande i Sverige.

## Bildgalleri

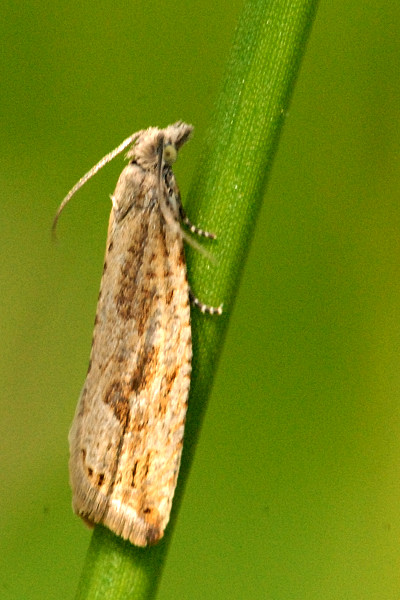